# 마산자유무역지역관리원
마산자유무역지역관리원(馬山自由貿易地域管理院)은 자유무역지역의 관리·운영 및 수출산업 지원 사무를 관장하는 대한민국 산업통상자원부의 소속기관이다. 2000년 9월 9일 발족하였으며, 경상남도 창원시 마산회원구 무역로 27에 위치하고 있다. 원장은 서기관 또는 기술서기관으로 보한다.

## 설치 근거 및 직무

### 설치 근거
- 「자유무역지역의 지정 및 운영에 관한 법률」 제51조제1항[1]

### 직무
- 마산자유무역지역의 관리·운영 등에 관한 사항
- 수출산업 지원에 관한 사항

## 연혁
- 1970년 3월 13일: 상공부 소속으로 마산수출자유지역관리청 설치.
- 1973년 1월 16일: 공업진흥청 소속 마산수출자유지역관리소로 개편.
- 1978년 7월 26일: 상공부 소속으로 변경.
- 1993년 3월 6일: 상공자원부 소속으로 변경.
- 1994년 12월 23일: 통상산업부 소속으로 변경.
- 1998년 2월 28일: 산업자원부 소속으로 변경.
- 2000년 9월 9일: 마산자유무역지역관리원으로 개편.
- 2008년 2월 29일: 지식경제부 소속으로 변경.
- 2013년 3월 23일: 산업통상자원부 소속으로 변경.

## 조직

### 원장
- 관리과[2]
- 수출산업과[3]
- 투자홍보과[3]